# Celine Dion (album)
Pour la chanteuse, voir Céline Dion.
Albums de Céline Dion
Dion chante Plamondon
(1991) The Colour of My Love
(1993)
Singles
1. Beauty and the Beast
Sortie : 16 novembre 1991
2. If You Asked Me To
Sortie : 6 avril 1992
3. Nothing Broken but My Heart
Sortie : 13 juillet 1992
4. Love Can Move Mountains
Sortie : 2 novembre 1992
5. Water from the Moon
Sortie : 1er mars 1993
6. Did You Give Enough Love
Sortie : 5 juillet 1993

Celine Dion est le douzième album de la chanteuse, sorti le 31 mars 1992.

## Historique
Au début de 1991, alors que Where Does My Heart Beat Now connait un grand succès commercial, Sony commence à chercher les chansons qui composeront son 2e album anglophone. Pendant ce temps, on lui propose d'enregistrer Dreams to Dream, la chanson-thème du film produit par Steven Spielberg Fievel au Far West, après le refus de Linda Ronstadt. Finalement, elle revient sur sa décision et Spielberg écarte Céline pour la laisser revenir. Peu de temps après, on lui propose d'enregistrer la chanson thème du film Beauty and the Beast. Cette chanson sera incluse plus tard sur cet album.
L'album est produit par Walter Afanasieff, Ric Wake, Guy Roche et Humberto Gatica et il est enregistré à Morin Heights (dans les Laurentides), San Francisco, Los Angeles et New York. Walter Afanasieff a accepté de finir l'album à Morin Heights, qui était à deux minutes de chez elle à l'époque.
L'album sort le jour de son anniversaire et de sa participation à l'émission populaire The Tonight Show de Jay Leno, au lendemain de la 64e cérémonie des Oscars qui a couronné Beauty and the Beast « Meilleure chanson originale ».
On y retrouve plusieurs collaborations, dont le chanteur Prince qui lui écrit la chanson With This Tear et Diane Warren qui lui écrit cinq chansons. Cet album est un mélange de musique pop et de soft-rock avec des influences soul, en passant par du gospel (Love Can Move Mountains) et du funk (Little Bit of Love). Elle entamera avec ce disque une première tournée mondiale intitulée Celine Dion Tour. Le titre Send Me a Lover fut également enregistré mais non retenu pour l'album.
La chanteuse interprète Love Can Move Mountains lors de l'investiture du président américain Bill Clinton à Washington le 20 janvier 1993.
L'album sort le 31 mars 1992 au Canada et aux États-Unis, en mai au Japon et en Nouvelle-Zélande, ainsi qu'en juin en Europe, en Australie et le reste du monde. Le 7 septembre 1992, une édition deluxe de l'album est lancé en Australie, comprenant un second disque qui inclut tous les singles de l'album Unison. L'album sera promu aux États-Unis avec le slogan suivant : « Souvenez-vous du nom, parce que vous n’oublierez jamais la voix », pour pousser la chanteuse aux États-Unis.

## Ventes
Grâce au succès de ses albums suivants, cet album connait de bons résultats en se vendant à 5 millions d'exemplaires.
Aux États-Unis, l'album atteint la 34e position en juin 1992. Malgré sa base position, le succès des singles de l'album (elle place quatre chansons dans le top 40 du Billboard Hot 100) permet à l'album de se maintenir sur la palmarès pendant 76 semaines et de se vendre à 1 million de copies en un an et surtout d'imposer Céline aux États-Unis. Plus tard, grâce au succès de ses albums suivants, il atteindra les 3 millions. Au Canada, l'album atteint la 3e position quelques semaines après sa sortie, et obtiendra plusieurs années plus tard un disque de diamant.
En Australie, un mois après sa sortie, l'album démarre en août 1992 en 82e position et atteindra la 15e position en octobre 1992, passant 19 semaines dans les palmarès. Il reçoit un disque d'or en décembre 1992 pour 35 000 exemplaires vendus. En avril 2021, l'album a atteint des ventes de 70 000 copies et est certifié Platine. Au Japon, il entre en juin 1992 en 93e position avec 3 700 exemplaires vendus, mais atteint 3 semaines plus tard la 59e position avec 5 800 exemplaires. Quatre ans après sa sortie, il reçoit un disque d'or pour 100 000 exemplaires vendus. En Nouvelle-Zélande, six mois après la sortie, l'album démarre en 31e position et sort des classements la semaine suivante. L'album a aussi séjourné sur le palmarès au Royaume-Uni lorsqu'elle est devenue une star plus tard et l'album reçoit en 2011 un disque d'or pour 100 000 exemplaires vendus.
Le premier single est la chanson-titre du film La Belle et la Bête. Ce titre, qui atteint la 9e position du Billboard Hot 100, remporte les Grammy Awards de la meilleure performance pour un duo ou un groupe et de la meilleure chanson pour un film, la télévision ou les médias, ainsi que l'Oscar de la meilleure chanson originale et le Golden Globe de la meilleure chanson originale. Céline réalise sa 1ère grande percée internationale avec cette chanson, se classant n.2 au Canada et dans le top 20 en Angleterre (n.9), Australie (n.17), Pays-bas (n.20), Nouvelle-Zélande (n.8) et Irlande (n.12).
Le deuxième extrait, If You Asked Me To, atteint la 4e position du Billboard Hot 100 et devient son 1er single classé n.1 au Canada (et il restera pendant trois semaines en juin 1992). Le single n'aura qu'un succès modéré dans le reste du monde, se classant dans le top 40 en Nouvelle-Zélande, en Pologne et aux Pays-Bas.
Le troisième extrait, Nothing Broken but My Heart, ne sortira qu'au Canada, États-Unis, au Japon et en Australie. En Australie, le single sera choisi comme 4e extrait (le 3e étant Love Can Move Mountains). Le single se classe n.1 des palmarès AC autant aux US qu'au Canada, ainsi qu'en 3e position au Canada et en 29e du Billboard Hot 100.
Le quatrième extrait de ce disque, Love Can Move Moutains remporte le prix Juno de la meilleure musique de dance. Le single se classe n.2 au Canada (derrière Whitney Houston avec son hit I Will Always Love You) et n.36 du Billboard Hot 100. Avec cette chanson, elle devient la 4e chanson de l'album à se classer au top 40 du palmarès américain. Le single aura un succès limité dans le reste du monde. Le single sortira comme 3e extrait partout dans le monde (à l'exception du Japon, Canada et États-Unis, où Nothing Broken but My Heart est lancé comme 3e extrait).
Water From the Moon (qui sera lancé en single aux États-Unis) et Did You Give Enough Love seront lancés uniquement comme single radio au Canada.

## Tournée
Pendant l'été 1992, Céline Dion entame sa première tournée américaine, le Time, Love and Tenderness Tour, en première partie de Michael Bolton pour 25 dates. Elle enchaine avec une tournée en tête d'affiche au Canada, dont 14 dates en inauguration du théâtre du Capitole de Québec en fin d'année. En 1993, la tournée canadienne se poursuit. En mars, 75 000 billets pour onze dates de Toronto à Vancouver se vendent en quelques heures. En avril, elle fait quelques dates au Forum de Montréal de 5 500 places. En mai 1993, elle reporte des spectacles à la suite du décès de sa nièce Karine (morte de la fibrose kystique) et les reprogramme pour l'été.

## Liste des titres
| No  | Titre                                              | Auteur                                       | Producteur(s)                | Durée |
| --- | -------------------------------------------------- | -------------------------------------------- | ---------------------------- | ----- |
| 1.  | Introduction                                       | Walter Afanasieff                            | Walter Afanasieff            | 1:15  |
| 2.  | Love Can Move Mountains                            | Diane Warren                                 | Ric Wake                     | 4:52  |
| 3.  | Show Some Emotion                                  | Gregory Prestopino, Andrew Gold, Brock Walsh | Walter Afanasieff            | 4:29  |
| 4.  | If You Asked Me To                                 | Warren                                       | Guy Roche                    | 3:55  |
| 5.  | If You Could See Me Now                            | John Bettis, Afanasieff                      | Walter Afanasieff            | 5:07  |
| 6.  | Halfway to Heaven                                  | Franne Golde, Hal David, Nicola Holland      | Walter Afanasieff            | 5:05  |
| 7.  | Did You Give Enough Love                           | Seth Swirsky, Arnie Roman                    | Ric Wake                     | 4:23  |
| 8.  | If I Were You                                      | Roman, Shelly Peiken                         | Ric Wake                     | 5:07  |
| 9.  | Beauty and the Beast (duo avec Peabo Bryson)       | Alan Menken, Howard Ashman                   | Walter Afanasieff            | 4:04  |
| 10. | I Love You, Goodbye                                | Warren                                       | Guy Roche                    | 3:33  |
| 11. | Little Bit of Love                                 | Andy Scott, Claude Gaudette                  | Humberto Gatica              | 4:27  |
| 12. | Water from the Moon                                | Warren                                       | Guy Roche, Walter Afanasieff | 4:38  |
| 13. | With This Tear                                     | Prince                                       | Walter Afanasieff            | 4:12  |
| 14. | Nothing Broken but My Heart                        | Warren                                       | Walter Afanasieff            | 5:55  |
| 15. | Where Does My Heart Beat Now (seulement en Europe) | Robert White Johnson, Taylor Rhodes          | Christopher Neil             | 4:33  |

## Titres supplémentaires
- Where Does My Heart Beat Now est inclus sur l'édition européenne et l'édition limitée en Australie.
- (If There Was) Any Other Way, Unison et  The Last to Know sont inclus sur l'édition limitée en Australie.

## Distribution
| Pays                | Date             | Label                 | Format       | Catalogue       |
| ------------------- | ---------------- | --------------------- | ------------ | --------------- |
| États-Unis          | 31 mars 1992     | Epic, 550             | CD           | 52473           |
| Canada              | 31 mars 1992     | Sony Music, Columbia  | CD           | 52473           |
| Japon               | 21 mai 1992      | Sony Music, Epic, 550 | CD           | ESCA-5587       |
| Australie           | 22 juin 1992     | Sony Music, Epic, 550 | CD           | 4715082         |
| Royaume-Uni, Europe | 22 juin 1992     | Sony Music, Columbia  | CD           | COL 471508 2    |
| Australie           | 7 septembre 1992 | Sony Music, Epic, 550 | 2CD          | 4715082/SAMP424 |
| Europe              | 3 décembre 1992  | Sony Music, Columbia  | CD Réédition | COL 471508 9    |

## Classements
| Pays             | Meilleure position | Certification | Vente     |
| ---------------- | ------------------ | ------------- | --------- |
| Australie        | 15                 | Platine       | 70 000    |
| Canada           | 3                  | Diamant       | 1 000 000 |
| États-Unis       | 34                 | 2x platine    | 3 000 000 |
| Japon            | 59                 | Or            | 100 000   |
| Nouvelle-Zélande | 31                 |               | 5 500     |
| Royaume-Uni      | 70                 | or            | 100 000   |

## Distinctions
| Année | Gala                      | Récompense |
| ----- | ------------------------- | --- |
| 1992  | Oscar du cinéma           | Meilleure chanson originale– Beauty and the Beast de Alan Menken et Howard Ashman                                  |
| 1992  | Golden Globes             | Meilleure chanson originale – Beauty and the Beast de Alan Menken et Howard Ashman                                 |
| 1992  | World Music Awards        | Meilleure artiste féminine canadienne de l'année                                                                   |
| 1992  | Governor General's Awards | Medal of Recognition on Canada's 125th Birthday from the Governor General for Her Contribution to Canadian Culture |
| 1993  | Grammy Awards             | Meilleure prestation pop d'un duo ou groupe avec chant – Beauty and the Beast (avec Peabo Bryson)                  |
| 1993  | Grammy Awards             | Meilleure chanson écrite pour le film, la télévision ou pour les médias – Beauty and the Beast                     |
| 1993  | Billboard Music Awards    | Billboard International Creative Achievement Award                                                                 |
| 1993  | prix Juno                 | Chanson de l'année – Beauty and the Beast                                                                          |
| 1993  | prix Juno                 | Meilleure musique de dance – Love Can Move Mountains (club mix)                                                    |
| 1993  | prix Juno                 | Artiste féminine de l'année                                                                                        |
| 1993  | prix Félix                | Artiste s'étant le plus illustré dans une autre langue que le français                                             |
| 1993  | prix Félix                | Artiste s'étant le plus illustré hors du Québec                                                                    |